# Marie-Thérèse L'Huillier
Pour les articles homonymes, voir L'Huillier.
Marie-Thérèse L'Huillier, née le 19 août 1956 à Saint-Denis en Île-de-France, est une ancienne animatrice et productrice de télévision sourde française, la première à avoir présenté l’émission Mes mains ont la parole en langue des signes française à partir de 1979 et produit l'émission L'Œil et la Main pour sourds et malentendants sur France 5 entre 1994 et 2003.
Depuis 2010, elle est ingénieure d’études au Centre national de la recherche scientifique (CNRS).

## Biographie
Ses parents sont sourds.
En 1979, Marie-Thérèse visite à l'université Gallaudet aux États-Unis avec un groupe sourd, un séminaire de 5 semaines. Grâce à l'idée de Danielle Bouvet, docteur en Sciences de la communication, Marie-Thérèse L'Huillier se lance à la télévision en 1979 pour animer Mes mains ont la parole dans laquelle elle raconte des histoires en langue des signes française. Une rencontre avec Françoise Dolto[Quand ?] la pousse à écrire un livre et elle décide d'écrire le livre Sourde, comment j’ai appris à lire et à écrire en 1992.
Le 16 décembre 2015, Marie-Thérèse est décorée Officier de l'Ordre national du Mérite.

## Vie privée
Marie-Thérèse L'Huillier a épousé Daniel Abbou, le présentateur de L'Œil et la Main, avec qui elle a une fille, Julie Abbou, la Miss Deaf International 2010, et un fils, Jérémie Abbou, mais ils se sont séparés[Quand ?].

## Décorations et récompenses
- Officier de l'ordre national du Mérite

## Ouvrage
- Marie-Thérèse L'Huillier, Sourde, comment j’ai appris à lire et à écrire, 1992[6]